# 1810
1810 (số La Mã: MDCCCX) là một năm thường bắt đầu vào thứ Hai trong lịch Gregory.

## Sự kiện
Ngày 25 tháng 5 năm 1810 các công dân của Buenos Aires, Argentina hạ bệ Tổng đốc Baltasar Hidalgo de Cisneros và nắm quyền kiểm soát của chính phủ cho mình.
Cộng hòa Argentina là quốc gia thuộc Nam Mỹ, nằm giữa dãy Andes về phía tây và Đại Tây Dương về phía đông và nam. Argentina có ranh giới với Paraguay và Bolivia về phía bắc, Brasil và Uruguay về phía đông bắc, và Chile về phía tây và nam. Quốc gia này cũng tuyên bố chủ quyền với một số lãnh thổ hải ngoại Anh, đó là quần đảo Falkland (Islas Malvinas) và quần đảo Nam Georgia và Nam Sandwich. Dưới tên Châu Nam Cực Argentina, Argentina cũng tuyên bố chủ quyền khoảng 1.000.000 km² của châu Nam Cực, trùng với một số lãnh thổ mà Chile và Anh cũng đòi chủ quyền. Tính theo diện tích, quốc gia này lớn thứ hai Nam Mỹ (sau Brasil) và là quốc gia lớn thứ 8 trên thế giới.

## Sinh
- 1 tháng 3 – Frédéric Chopin
- 5 tháng 8 – Nguyễn Phúc Miên Định, tước phong Thọ Xuân vương, hoàng tử con vua Minh Mạng (m. 1886).
- 2 tháng 10 – Nguyễn Phúc Cự, tước phong Thường Tín Quận vương, hoàng tử con vua Gia Long (m. 1849).
- 30 tháng 12 – Nguyễn Phúc Miên Nghi, tước phong Ninh Thuận Quận vương, hoàng tử con vua Minh Mạng (m. 1874)

## Mất
- 10 tháng 10 – Lê Ngọc Bình, công chúa con vua Lê Hiển Tông, chánh cung của vua Cảnh Thịnh, sau là thứ phi của vua Gia Long (s. 1785).